# Drew Barry
Drew William Barry (Oakland, 17 febbraio 1973) è un ex cestista statunitense, professionista nella NBA, in Europa e in Australia.
È figlio di Rick Barry e fratello di Scooter, Jon, Brent e Canyon Barry, tutti a loro volta cestisti.

## Carriera
È stato selezionato dai Seattle SuperSonics al secondo giro del Draft NBA 1996 (57ª scelta assoluta).